# 조던 제무라
조던 베키셈바 제무라(영어: Jordan Bhekithemba Zemura, 1999년 11월 14일 ~ )는 세리에 A 클럽 우디네세에서 수비수로 뛰고 있는 짐바브웨의 프로 축구 선수이다. 잉글랜드에서 태어난 제무라는 짐바브웨 국가대표팀을 대표한다.

## 어린 시절
제무라는 중등학교를 위해 오아시스 아카데미 아이슬 오브 셰피로 진학했고, 캔터베리 대학교에서 스포츠 과학을 공부했다. 그는 육상 경기에서도 자국을 대표했다.

## 구단 경력

### 초기 경력
제무라는 6살 때 퀸스 파크 레인저스의 아카데미에 들어갔고 3년을 그곳에서 보냈다. 찰턴 애슬레틱으로 옮기기 전에 첼시에서 짧은 예선을 한 적이 있었는데, 그곳에서 8년을 유소년 팀에서 보냈다.

### AFC 본머스
2019년 성공적인 예선 기간을 마치고 본머스와 계약을 체결했다. 2020년 9월 15일 바이탈리티 스타디움에서 열린 크리스탈 팰리스와의 EFL컵 경기에서 데뷔 전을 치렀고, 0-0으로 비긴 후 승부차기에서 페널티킥을 성공시키며 11-10으로 이겼다.

### 우디네세
2023년 4월 12일, 세리에 A의 우디네세는 제무라가 2023-24 시즌을 앞두고 자유이적에 입단할 것이라고 공식 발표했고, 4년 계약을 체결했다.

## 국가대표팀 경력
런던에서 태어났음에도 불구하고, 제무라는 짐바브웨 시민권을 가지고 있기 때문에 국제 무대에서 짐바브웨를 대표한다. 그의 부모님은 모두 짐바브웨에서 태어났고, 아버지는 무레화, 어머니는 웨자에서 태어났다.
그는 2019년 11월 잠비아 및 보츠와나와의 2021년 아프리카 네이션스컵 예선을 위해 짐바브웨 대표팀에 소집되었지만 만료된 여권으로 인해 철회해야 했다. 그는 2020년 11월 13일 알제리와의 2021년 아프리카 네이션스컵 예선 전에서 3-1로 패한 경기에서 짐바브웨 국가대표팀에 데뷔했다.
제무라는 2021년 아프리카 네이션스컵 짐바브웨 선수단에 이름을 올렸다.